# ویلهلم ایمر
ویلهلم ایمر (آلمانی: Wilhelm Ehmer; ۱ اوت ۱۸۹۶ – ۱۶ ژوئن ۱۹۷۶) شاعر اهل آلمان بود.
از افتخارات وی میتوان به کسب مدال نقره شعر حماسی در بخش مسابقات هنری بازی‌های المپیک تابستانی ۱۹۳۶ اشاره کرد.